# Такего (Нью-Джерсі)
Такего (англ. Tuckahoe)  – переписна місцевість, незареєстрована громада, розташована в межах Аппер Тауншип в окрузі Кейп-Мей штату Нью-Джерсі.

## Географія
Такего розташовується за координатами 39°17′24″ пн. ш. 74°45′14″ зх. д. / 39.29000° пн. ш. 74.75389° зх. д. вздовж річки Такего, в Аппер Тауншип, на північному краю нинішнього кордону округу Кейп-Мей на півдні Нью-Джерсі.За даними Бюро перепису населення США в 2020 році переписна місцевість мала площу 2,7 км² та вся площа є суходолом.

## Демографія
За даними перепису 2020 року в Такего мешкало 357 осіб. Расовий склад населення: 100 % - білих. Гендерний склад населення: 52 % – чоловіки, 48% – жінки. Віковий склад населення: особи від 5 до 17  років – 19,3%; особи від 25 до 44 років – 32 %; особи від 45 до 54 років – 10,4%; особи від 55 до 64 років – 17,8%; особи від 65 до 74 років – 8,6%; особи від 75 років та старше – 11,9%. Медіана віку мешканця становить 40,8 років. В Такего нараховується 176 домогосподарств та 75 родин.

## Історія
Найдавніше поселення в околицях Такего виникло наприкінці 1600-х років. Ця територія була одним із трьох дореволюційних поселень в Аппер Тауншип. Головна дорога, що проходить через Такего, яка сьогодні називається Маршрут 50, датується 1716 роком, коли Асамблея штату Нью-Джерсі прийняла закон про будівництво дороги від Кедр-Свомп-Брідж в окрузі Кейп-Мей на північ до річки Такего, що проходить через теперішнє поселення. Однак навіть з цією дорогою територія Такего розвивалася повільншіе, ніж більшість інших ранніх поселень в окрузі, тому що вона була ізольована дельтою річки Такего та Великим кедровим болотом.
Такего було засновано на початку дев'ятнадцятого століття із розвитком лісозаготівельної та суднобудівної діяльності. Протягом більшої частини дев’ятнадцятого століття Такего було жвавим суднобудівним селищем і фермерською громадою. Такего було транспортним центром для галузей промисловості в сусідній місцевості, включаючи виробництво скла, виробництво болотного заліза, виробництво журавлини. На початку дев'ятнадцятого сторіччя Такего являло собою процвітаючу економічну спільноту в основному завдяки суднобудівному бізнесу.
В 1820 році в Такего було побудовано методистську церкву. В 1850 році в поселенні з’явилась станція диліжансів. В 1893 році через поселення проходить залізниця і поселення стає важливим залізничним вузлом. У 1917 році через Такего було побудовано автомобільну дорогу, відому на той момент, як Маршрут 14. У 1926 році ця дорога була вимощена бетоном від Камдена через Такего до узбережжя. Це сприяло підвищенню популярності та ефективності автомобільних та вантажних перевезень, що, своєю чергою, призвело до занепаду водного та залізничного транспорту. У 1927 році Маршрут 14 було перейменовано в Маршрут 50, цю назву він має й сьогодні. У 1982 році всі потяги, крім щоденних вантажних потягів, припинили курсувати через Такего.